# Elisabeth Raiser

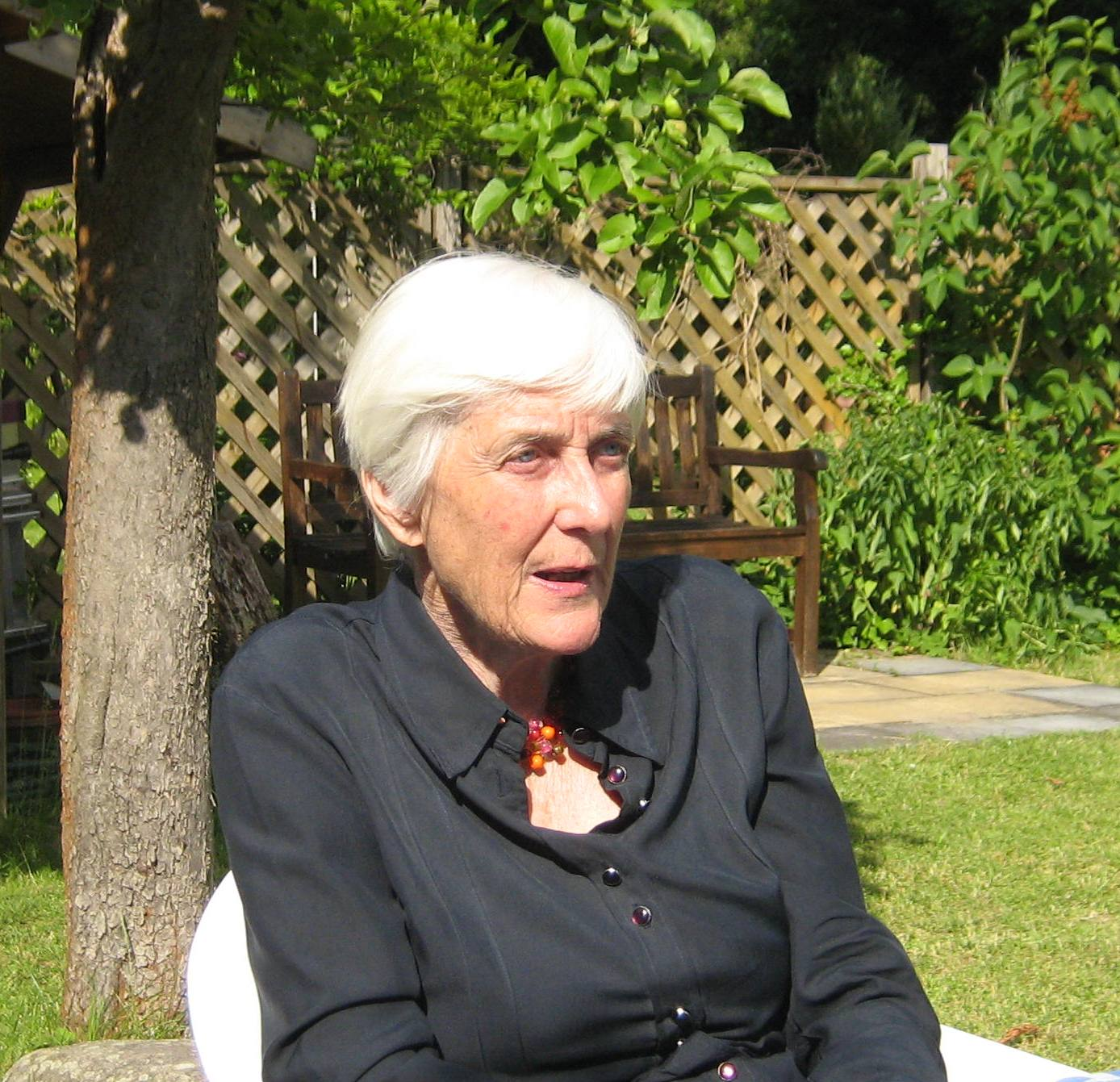
Elisabeth Raiser (2012)

Bertha Elisabeth Raiser (* 18. August 1940 in Zürich als Bertha Elisabeth Freiin von Weizsäcker) ist eine deutsche Historikerin und Linguistin.

## Werdegang
Sie entstammt dem pfälzisch-württembergischen Geschlecht Weizsäcker und ist die Tochter des deutschen Universalgelehrten Carl Friedrich von Weizsäcker (1912–2007) und der Schweizer Historikerin Gundalena Wille (1908–2000). Ihr Onkel väterlicherseits und auch ihr Taufpate war der ehemalige Bundespräsident Richard von Weizsäcker. Raiser studierte Geschichtswissenschaften und Romanistik an der Universität Hamburg und der Eberhard-Karls-Universität Tübingen. 1969 promovierte sie in Hamburg über Städtische Territorialpolitik im Mittelalter. Sie war als Gymnasiallehrerin für Geschichte und Französisch tätig.
Seit März 1967 ist sie mit dem ehemaligen Generalsekretär des Ökumenischen Rates der Kirchen, Konrad Raiser, verheiratet. Aus der Ehe gingen vier Söhne hervor. Seit 2004 lebt sie mit ihrem Mann in Berlin. Ihr Patensohn und Cousin war der Mediziner Fritz von Weizsäcker.

## Engagement
Elisabeth Raiser war von 2001 bis 2007 Mitglied im Vorstand des Präsidiums des Deutschen Evangelischen Kirchentags und 2003 evangelische Präsidentin des ersten Ökumenischen Kirchentags in Berlin. Sie gehört zum Beirat zur Förderung, Unterstützung und Begleitung des Projektes Bibel in gerechter Sprache und war von April 2010 bis April 2015 Vorsitzende der Aktion Sühnezeichen Friedensdienste.
Am 1. Oktober 2014 erhielt sie von Bundespräsident Joachim Gauck das Verdienstkreuz am Bande des Verdienstordens der Bundesrepublik Deutschland.